# Coalition pour Pirot
La Coalition pour Pirot (en serbe cyrillique : Коалиција за Пирот ; en serbe latin : Koalicija za Pirot ; en abrégé : KZP) est un parti politique serbe créé en 2003. Il a son siège à Pirot et est présidé par Vladan Vasić.
Il s'est donné comme mission de défendre les intérêts de la région de Pirot.

## Activités électorales
Lors des élections législatives du 6 mai 2012, le mouvement participe à la coalition Régions unies de Serbie (URS) emmenée par Mlađan Dinkić, le président du parti G17 Plus,. Le président de la Coalition pour Pirot, Vladan Vasić, est ainsi élu député à l'Assemblée nationale de la république de Serbie et est inscrit au groupe parlementaire de l'URS ; son mandat prend fin dès le 30 août 2012.